# Pepper Adams
Park Frederick "Pepper" Adams III (Highland Park, 8 oktober 1930 - Brooklyn, 10 september 1986) was een Amerikaanse jazzbaritonsaxofonist en componist. Hij componeerde 42 stukken en was bandleider op achttien albums die over een tijdspanne van 28 jaar zijn uitgegeven. Hij nam als musicus deel aan 600 sessies. Hij werkte met een scala aan muzikanten en had vooral vruchtbare samenwerkingen met trompettist Donald Byrd en als lid van de Thad Jones/Mel Lewis Orchestra.
- Biblioteca Nacional de España: XX1612481
- Bibliothèque nationale de France: cb138905873 (data)
- Gemeinsame Normdatei: 134311019
- International Standard Name Identifier: 0000 0000 7357 4874
- Library of Congress Control Number: n79115718
- MusicBrainz: 98fb6594-5984-4280-be19-9813bbb016e8
- Bibliotheek van het Japanse parlement: 00462038
- Nationale Bibliotheek van Tsjechië: xx0042436
- Nationale Bibliotheek van Israël: 987007416867005171
- Nederlandse Thesaurus van Auteursnamen: 071983104
- Istituto Centrale per il Catalogo Unico: BVEV081884
- SNAC: w6fr2z17
- Système universitaire de documentation: 067221963
- Virtual International Authority File: 32182395
- WorldCat: E39PBJtX8VGjbqG6bbKJpQPWjC